# Ilja Moeromets (waterval)
Ilja Moeromets (Russisch: Илья Муромец) is een waterval op het schiereiland Medvezji van het Russische Koerileneiland Itoeroep (oblast Sachalin), vernoemd naar de Russische mythische held (bogatyr) Ilja Moeromets. Vanwege territoriale geschillen tussen Rusland en Japan heeft het eiland Itoerpep een Japanse naam, Rakkibetsu Falls (Japans: ラッキベツの滝) Met een hoogte van 141 meter is het een van de hoogste van Rusland. De waterval bevindt zich nabij de gelijknamige Kaap Ilja Moeromets, aan een riviertje dat ontstaat op de noordoostelijke hellingen van het Kamoejgebergte en loodrecht vanaf een klif de zee in stroomt bij de Straat de Vries. De waterval ligt op een plek die niet over land bereikbaar is en kan daardoor alleen vanaf zee worden aanschouwd.